# Obszar metropolitalny Phoenix

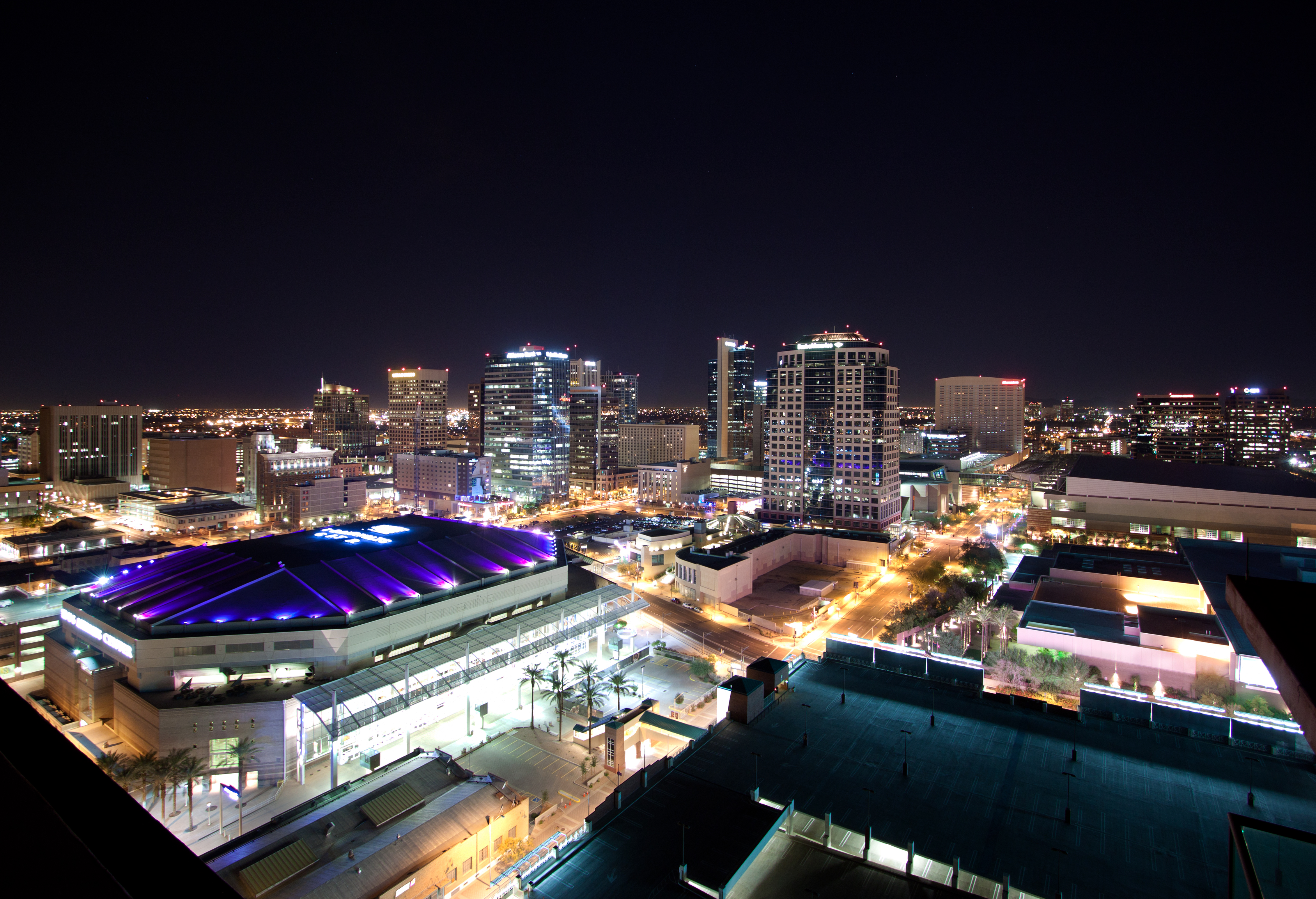
Nocna panorama śródmieścia

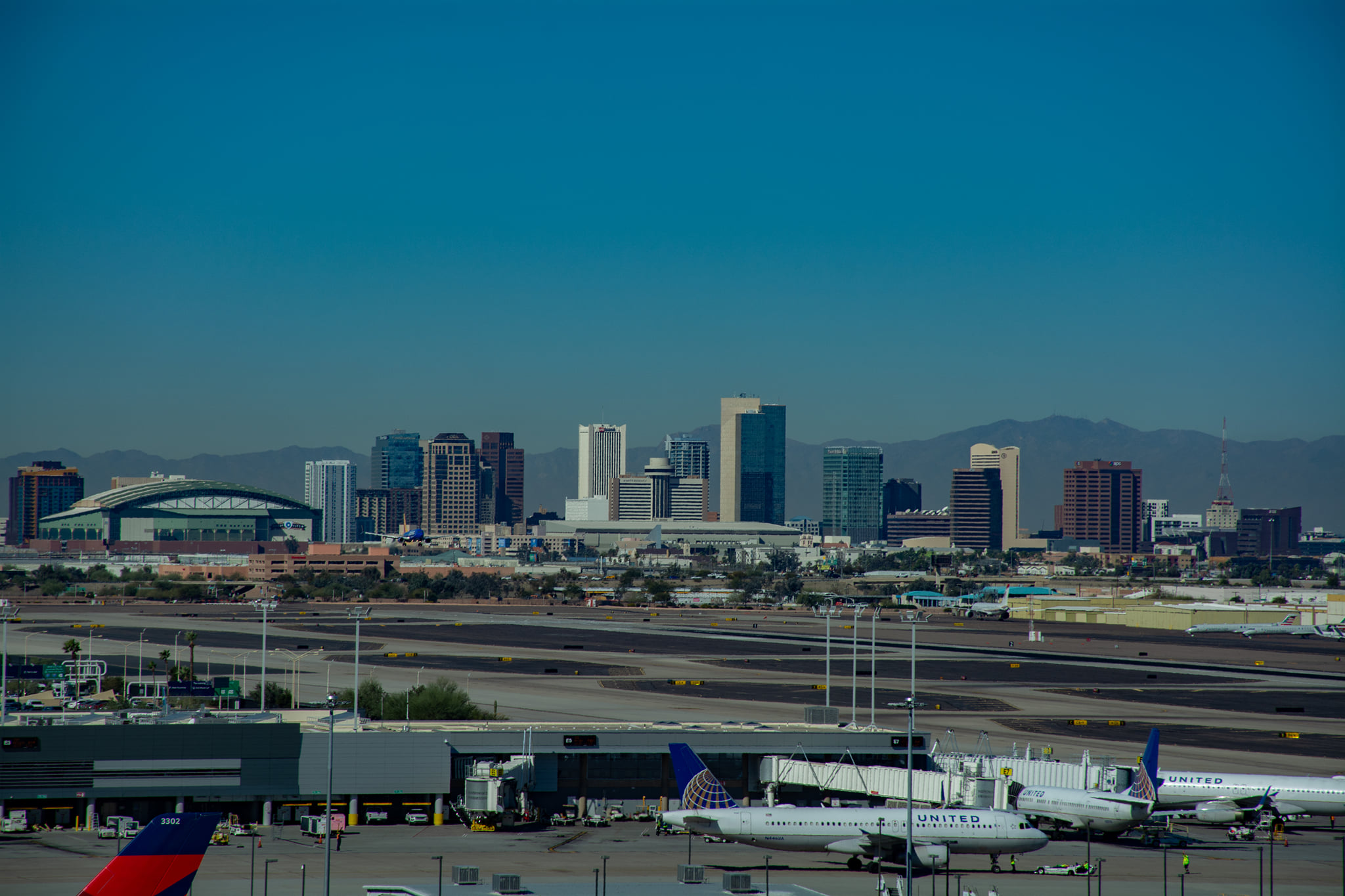
Międzynarodowe lotnisko Phoenix

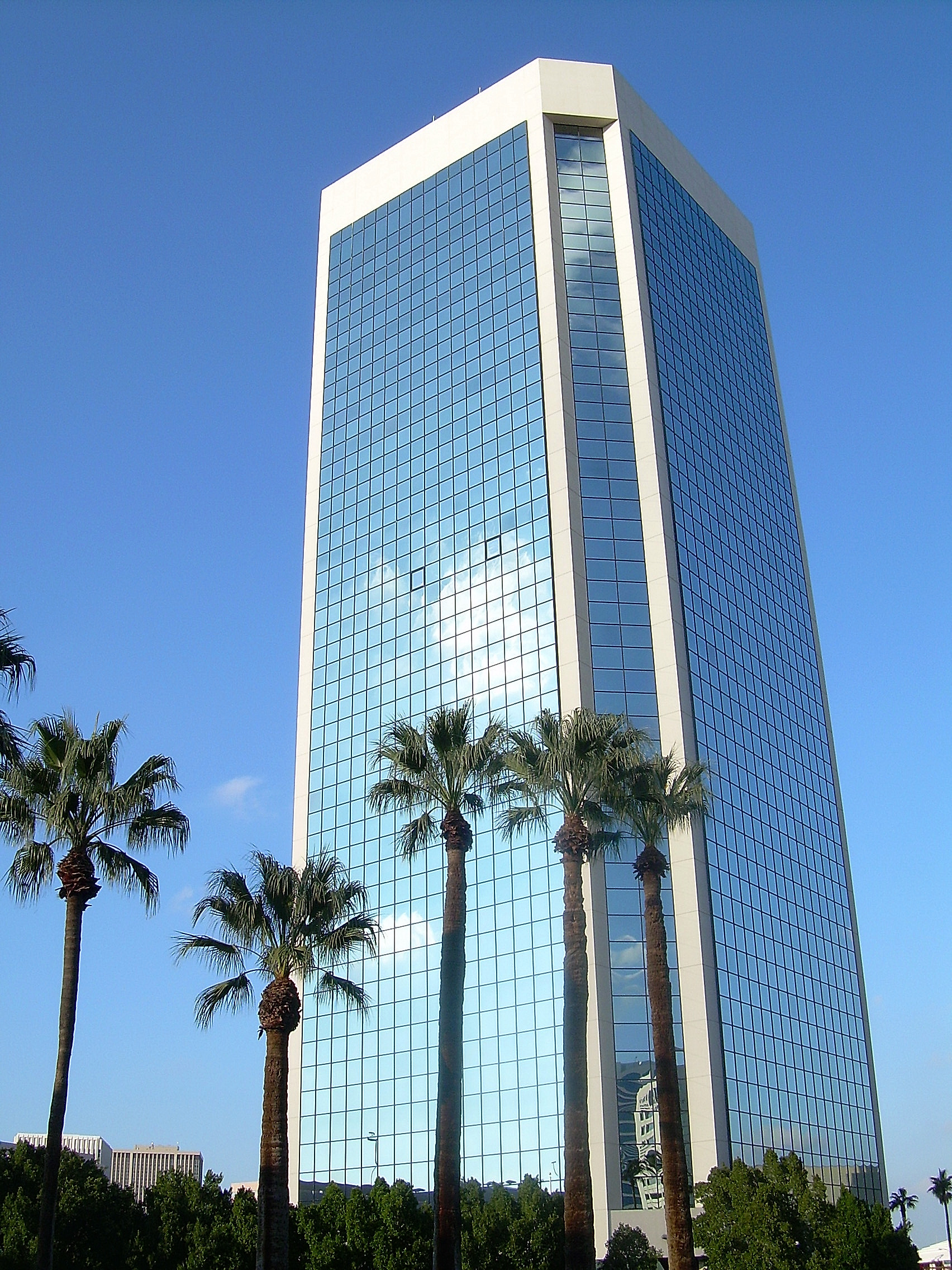
Budynek biurowy w centrum Phoenix

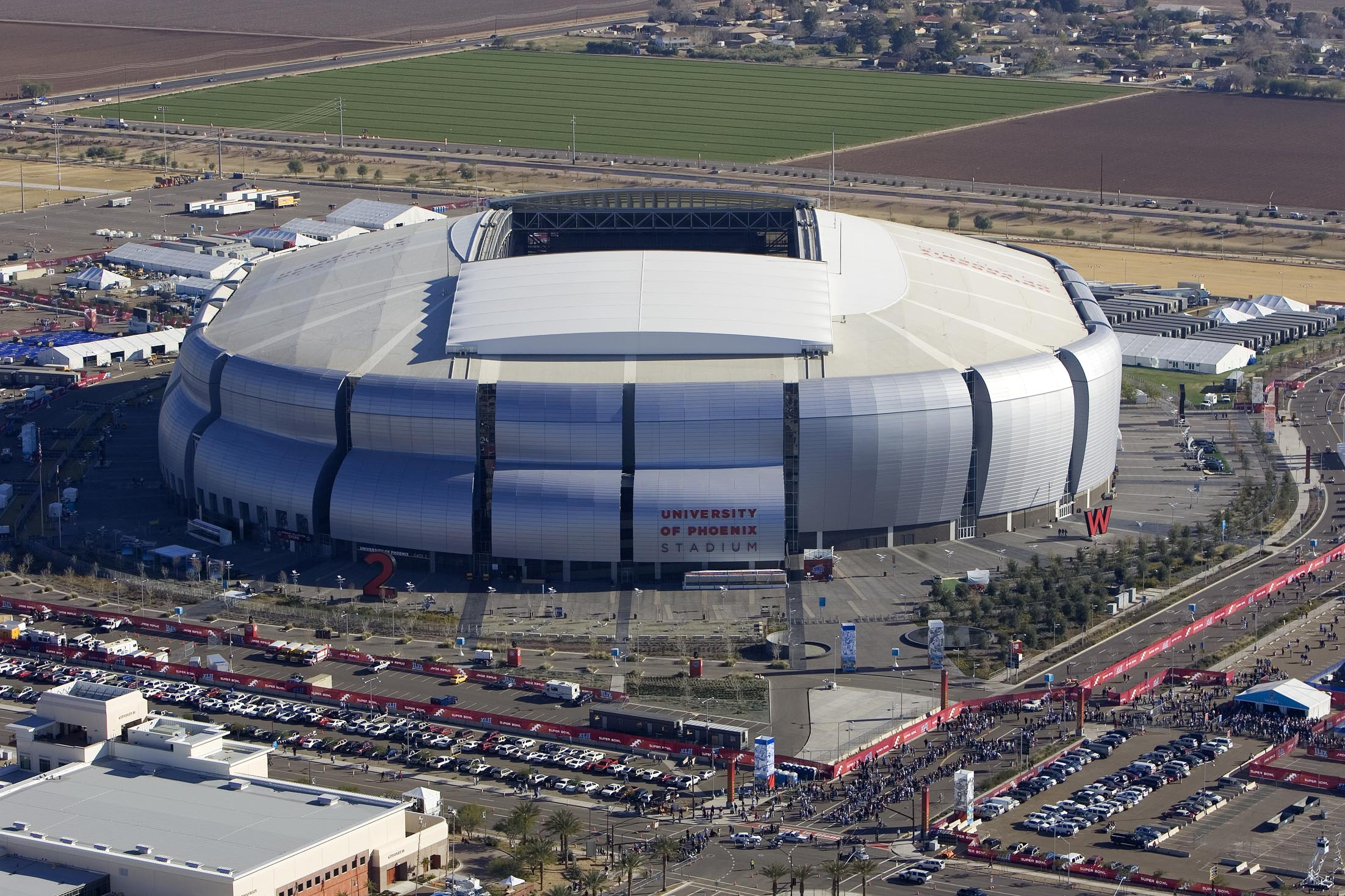
Stadion Uniwersytetu w Phoenix

Obszar metropolitalny Phoenix (nazywany także Metro Phoenix) – obszar metropolitalny w stanie Arizona, w południowo-zachodnich Stanach Zjednoczonych. Z populacją przekraczającą 5 milionów mieszkańców, jest dziesiątą co do wielkości i jedną z najszybciej rozwijających się metropolii Stanów Zjednoczonych. Skupia znaczną większość (67%) populacji stanu Arizona.
Jest ważnym węzłem komunikacyjnym i ośrodkiem gospodarczym. Ze względu na położenie i walory środowiska naturalnego, położona w pustynno-górzystym krajobrazie metropolia, ma doskonałe warunki do rozwoju rekreacji i wypoczynku. Znajduje się tu wiele obiektów kulturalnych (muzeów, centrów sztuk performatywnych) i sportowych.
Prawie jedna trzecia mieszkańców to Latynosi, w większości Meksykanie, w efekcie metropolia jest silnie przesiąknięta kulturą hiszpańsko-latynoską.
| Populacja aglomeracji w poprzednich latach | Populacja aglomeracji w poprzednich latach |
| Rok                                        | Liczba ludności                            |
| ------------------------------------------ | ------------------------------------------ |
| 1990                                       | 2 238 480                                  |
| 2000                                       | 3 251 876                                  |
| 2010                                       | 4 192 887                                  |
| 2020                                       | 4 845 832                                  |

## Podział
Metropolitalny obszar statystyczny Phoenix–Mesa–Chandler (Phoenix MSA) obejmuje całe hrabstwa Maricopa i Pinal, oraz zajmuje powierzchnię 37 780 km² (hrabstwo Maricopa – 23 887 km² i hrabstwo Pinal – 13 893 km²). Większy połączony obszar statystyczny (CSA) obejmuje dodatkowo hrabstwo Gila, w tym obszar mikropolitalny miasta Payson.

## Większe miasta
- Phoenix (1,64 mln[7])
- Mesa (512,5 tys.)
- Chandler (280,7 tys.)
- Gilbert (275,3 tys.)
- Glendale (252,1 tys.)
- Scottsdale (243 tys.)
- Peoria (197,9 tys.)
- Tempe (186 tys.)
- Surprise (154,2 tys.)
- Buckeye (105,6 tys.)
- Goodyear (105,4 tys.)
- San Tan Valley (99,9 tys.)
- Avondale (91,6 tys.)
- Queen Creek (70,7 tys.)

## Demografia
Według danych z 2022 roku metropolię zamieszkiwało 5 015 678 mieszkańców, z czego 57,9% stanowiła ludność biała (52,1% nie licząc Latynosów), 19% osoby rasy mieszanej, 5,7% czarnoskórzy Amerykanie lub Afroamerykanie, 4,3% Azjaci, 2,3% to rdzenni Amerykanie a 0,22% Hawajczycy i mieszkańcy innych wysp Pacyfiku. Latynosi stanowili 32,1% ludności aglomeracji (43,5% w głównym mieście).
Wśród osób deklarujących białe pochodzenie do najliczniejszych grup należą osoby pochodzenia meksykańskiego (27%), niemieckiego (11,9%), angielskiego (9,3%), irlandzkiego (8,5%), „amerykańskiego” (4,5%) i włoskiego (4,2%). Aglomerację zamieszkiwało także 107,8 tys. osób polskiego pochodzenia (2,1%).
Największą społeczność azjatycką tworzą Hindusi (1,1%). Liczne grono (1,7% populacji) pochodziło z krajów afrykańskich lub arabskich.

## Gospodarka
Obszar metropolitalny Phoenix, zwany też Doliną Słońca, jest znaczącym węzłem komunikacyjnym w południowo-zachodnich Stanach Zjednoczonych. Rozwija się tu zwłaszcza gospodarka oparta na technologii i przemysł usługowy. Dochód na mieszkańca Phoenix wynosi 38 713 dolarów, podczas gdy według Census Reporter średni dochód gospodarstwa domowego wynosi 75 731 dolarów. Stopa bezrobocia wynosi 2,9% (BLS, luty 2023 r.).
Głównymi motorami silnego wzrostu gospodarczego aglomeracji pozostają zaawansowane gałęzie przemysłu, przemysł lotniczy i obronny, pojazdy autonomiczne i elektryczne, blockchain, usługi finansowe, półprzewodniki oraz opieka zdrowotna i nauki biologiczne. W Metro Phoenix działa dziesięć firm z listy Fortune 500, w tym: Avnet, Freeport-McMoRan, Taylor Morrison i Knight-Swift.
Turystyka jest szczególnie istotną częścią gospodarki. Ponad 10 milionów turystów z całych Stanów Zjednoczonych i Kanady co roku odwiedza Dolinę Słońca w poszukiwaniu ciepłej pogody i słońca. Phoenix pozostaje ważnym ośrodkiem wypoczynkowym. Inne branże z największym zatrudnieniem obejmują: handel detaliczny, usługi edukacyjne i budownictwo.
Aglomeracja jest głównym ośrodkiem przemysłu lotniczego, który obejmuje bezzałogowe statki powietrzne, technologię satelitarną i konserwację samolotów.
Według raportu Brookings Institution obszar metropolitalny Phoenix miał w czasie pandemii jedną z najbardziej odpornych gospodarek w całym kraju, co zawdzięcza głównie dywersyfikacji.

## Edukacja
Uniwersytet Stanu Arizona w Tempe ma jedną z największych liczb studentów licencjackich w kraju. Arizona Christian University został założony w 1960 roku, jako uczelnia konserwatywnych baptystów. University of Phoenix to uczelnia nastawiona na zysk, oferująca głównie zajęcia online. Uniwersytet Wielkiego Kanionu założony w 1949 jest największą chrześcijańską uczelnią na świecie.

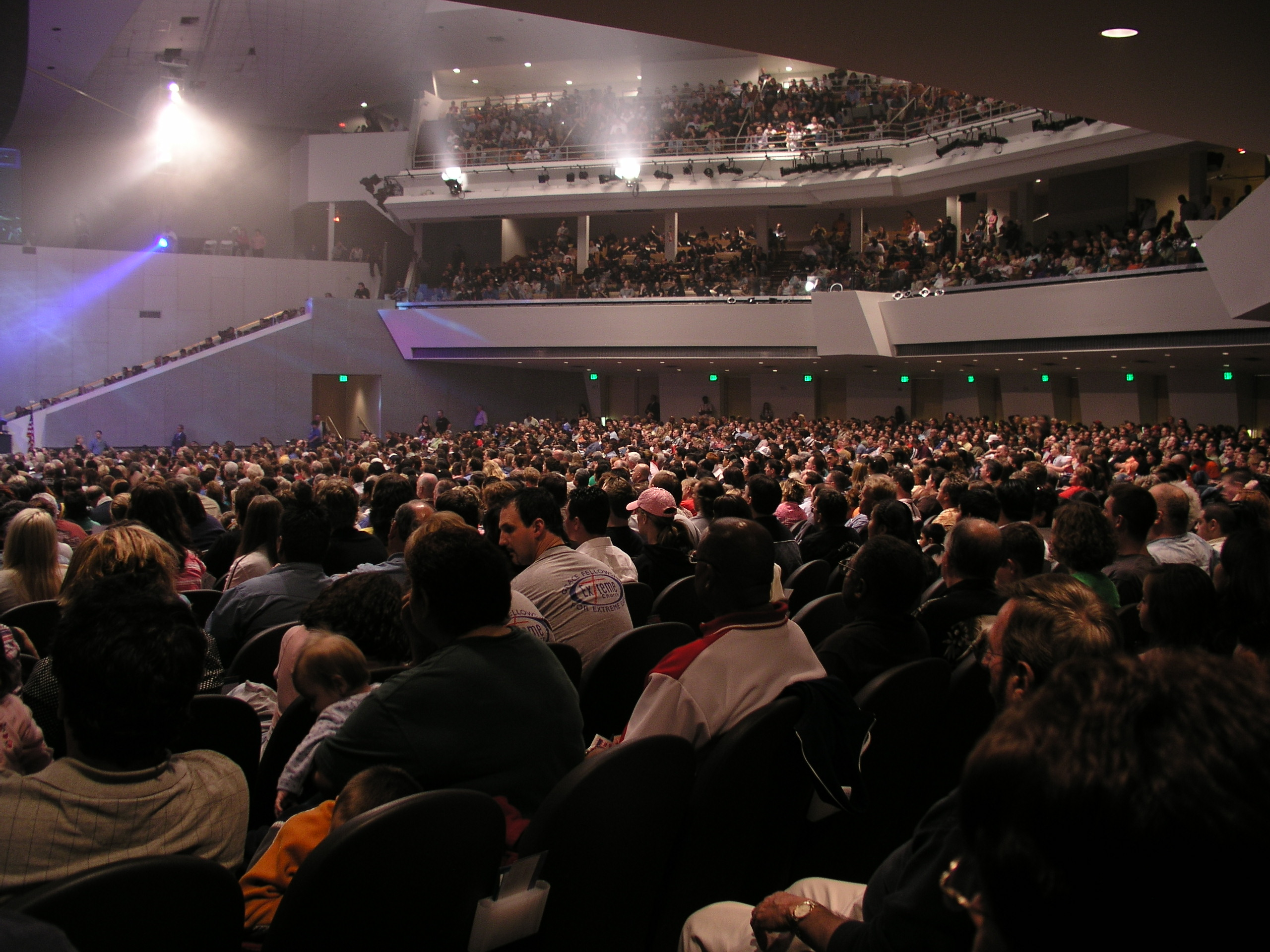
Dream City Church jest nowoczesnym megakościołem w Phoenix

## Religia
Badanie Pew Research Center z 2014 pokazuje, że dwie trzecie mieszkańców to chrześcijanie. Protestanci ewangelikalni stanowią największą grupę religijną (25%), a za nimi plasują się katolicy (21%) i protestanci innych nurtów (12%). Wśród 17-stu największych badanych amerykańskich aglomeracji, Phoenix ma najwyższy udział mormonów (6%). Ponad jedna czwarta (26%) pozostaje niezrzeszona religijnie (3% określa się jako agnostycy i 3% jako ateiści). Jedna dziesiąta wyznaje inne religie, w tym głównie byli: hinduiści, muzułmanie, świadkowie Jehowy, buddyści, żydzi i chrześcijanie prawosławni.